# Marie-Jeanne Bécu, comtesse du Barry

Madame du Barry, gemalt 1782 von Élisabeth Vigée-Lebrun

Madame du Barry, gemalt 1781 von Élisabeth Vigée-Lebrun

Marie Jeanne, comtesse du Barry (* 19. August 1743 in Vaucouleurs, Lothringen; † 8. Dezember 1793 in Paris; gebürtige Marie Jeanne Bécu) war eine Mätresse des französischen Königs Ludwig XV.

## Leben
Marie-Jeanne Bécu kam aus ärmlichen Verhältnissen. Sie war die uneheliche Tochter der Näherin Anne Bécu und – vermutlich – des Franziskaners Jean Baptiste Casimir Gomard de Vaubernier. Als sie nach Paris kam, arbeitete sie zunächst in dem Modehaus Labille und später als Kurtisane. Unter dem Namen Mademoiselle Lange arbeitete sie im Etablissement von Madame Gourdan. Sie fiel dem Grafen Jean-Baptiste du Barry auf, der plante, die 18-Jährige dem König als Mätresse zu vermitteln, um seinen eigenen Einfluss am Hof zu vergrößern. Um sie hoffähig zu machen, fälschte er ihre Geburtsurkunde und verheiratete sie am 1. September 1768 mit seinem Bruder Guillaume du Barry (1732–1811), um ihre Herkunft zu vertuschen. Am 22. April 1769 wurde sie als nunmehr Adlige am Hof eingeführt.
Bald konnte sie den alternden König Ludwig XV. mit ihrer von zahlreichen Zeitgenossen gerühmten Schönheit, ihrem Charme und ihrer Jugendlichkeit erobern. Sie bekam von ihm eigene Wohnräume im Schloss Versailles sowie den früheren Pavillon des Eaux im nahegelegenen Louveciennes zur Verfügung gestellt. Neben großzügigen Subsides erhielt sie vom König Geschenke in Form von Juwelen. In ihrem Besitz befanden sich bedeutende Gemälde wie La Marchande d’Amours von Joseph-Marie Vien und Charles Ier à la chasse von Anthonis van Dyck.
Nach der bürgerlichen Mätresse Pompadour war die du Barry ein neuer, noch größerer Skandal am Hof. Sie wurde ihrer Herkunft wegen von vielen Höflingen angegriffen. Zu ihren größten Gegnern zählten der Herzog Étienne-François de Choiseul, der damalige Finanzminister, und dessen Schwester, die sich selbst Hoffnungen auf ein enges Verhältnis zu Ludwig XV. gemacht hatte. Die Ablehnung und die Ränkespiele machten der Gräfin sehr zu schaffen, war sie doch als ein sehr großzügiger und warmherziger Mensch bekannt. Personen, die ihr mit Freundlichkeit begegneten, konnten jederzeit auf ihre Freundschaft und Unterstützung zählen.

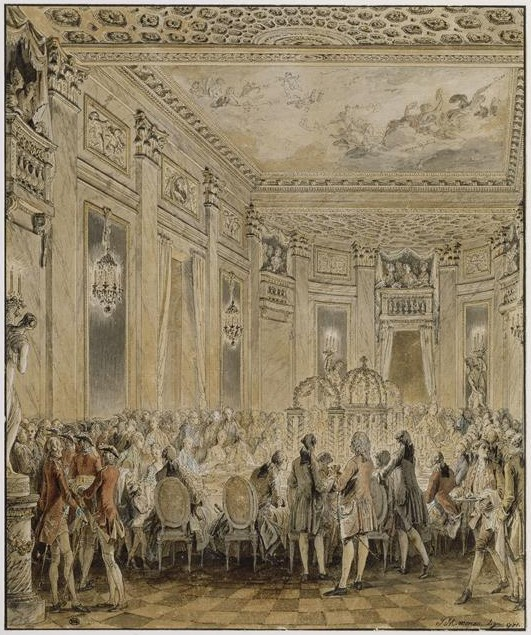
Fest in Louveciennes, welches am 2. September 1771 gegeben wurde (Gemälde von Jean-Michel Moreau)

Der Einfluss Madame du Barrys am Hof von Frankreich beschränkte sich – im Gegensatz zu ihrer Vorgängerin Madame de Pompadour – mehr oder weniger auf persönliche Intrigen. Sie war maßgeblich am Sturz des Herzogs von Choiseul beteiligt. Der sonst als geizig geltende Richelieu schenkte ihr 1773 den Sklaven Louis-Benoit Zamor, den sie als ihren Pagen arbeiten ließ. Bei den Hochzeitsfeierlichkeiten von Ludwig XVI. und Marie Antoinette nahm sie gegen den Widerstand des Hofes an der Seite des Königs teil. Doch auch das Thronfolgerpaar lehnte die Mätresse von Anfang an ab.
Auf seinem Sterbebett verfügte der König 1774, sie in ein Kloster zu verbannen. Diese Entscheidung traf er wahrscheinlich auf Druck seines Beichtvaters und aus Sorge um sein Seelenheil, obwohl ihn Madame du Barry bis zuletzt aufopfernd gepflegt hatte, das Risiko einer Pocken-Ansteckung ignorierend. Sein Nachfolger Ludwig XVI. kam dem Befehl nach. Die Gräfin wurde in die Abtei Pont-aux-Dames in Couilly gebracht, wo sie mehr als ein Jahr lebte, bevor sie im Oktober 1775 in ihr Haus in Saint-Vrain (Essonne) umziehen durfte. 1776 kehrte sie auf königlichen Befehl wieder in ihr Schloss in Louveciennes bei Versailles zurück.

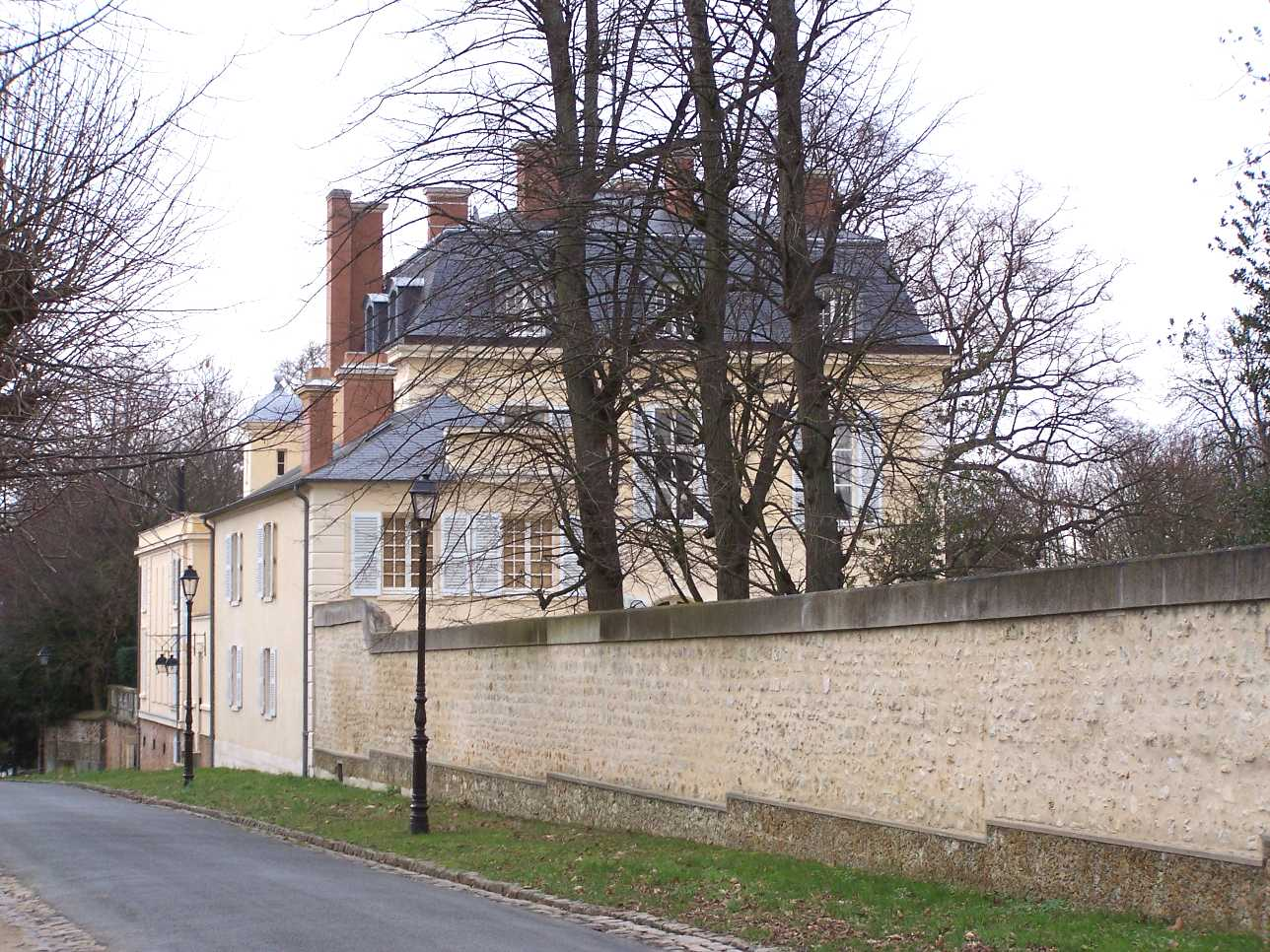
Château de Madame du Barry, Louveciennes

Nach dem Ausbruch der Französischen Revolution wurde im Januar 1791 ihr Schloss ausgeraubt. Da die Juwelen des Königs ihren größten Besitz darstellten, ließ sie in ganz Europa danach suchen. Auf einer Reise nach England, während der sie sich auch für viele französische Emigranten einsetzte, erfuhr sie von der Hinrichtung Ludwigs XVI. Obwohl kurz zuvor auch ihr neuer Geliebter, Louis Hercule Timoléon de Cossé, Herzog von Brissac, ermordet worden war, dachte sie, die Situation in Frankreich sei für sie persönlich ungefährlich und kehrte im März 1793 nach Paris zurück. Im September 1793 wurde sie verhaftet, als Informant galt unter anderen ihr ehemaliger Page Zamor. Sie wurde vor ein Revolutionstribunal gestellt und wegen Unterstützung der Konterrevolution, Kontakten zu Emigrierten und Verschwendung öffentlichen Eigentums angeklagt. Öffentlicher Ankläger war Antoine Quentin Fouquier-Tinville. Sein Plädoyer für die Todesstrafe begründete Fouquier-Tinville damit, dass nach „der Frau des letzten französischen Tyrannen […] nun auch das Urteil über die Geliebte seines schändlichen Vorgängers“ gesprochen werden müsse. Sowohl die Königin als auch die du Barry seien „schändliche Verschwörerinnen“, für die „die Freiheit des Volkes ein Verbrechen gewesen“ sei. Diesen Ausführungen schlossen sich die Geschworenen an und verurteilten sie zum Tod durch die Guillotine. Um ihr Leben zu retten, verriet die Gräfin, wo sie zu Beginn der Revolution Wertgegenstände verstecken ließ, und nannte die Namen von weiteren Personen, die später ebenfalls verhaftet und zum Tode verurteilt wurden.

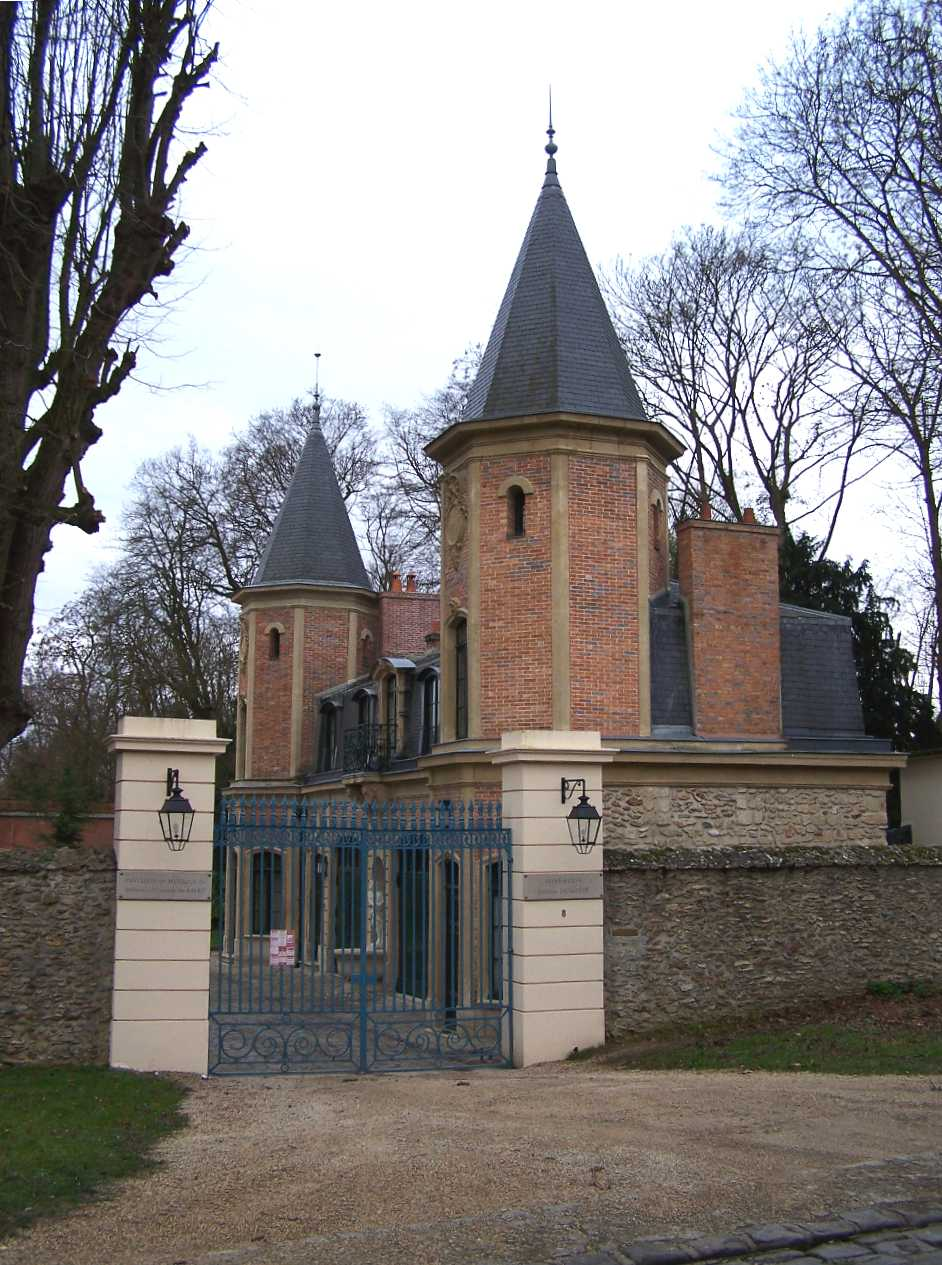
Der Pavillon de Musique beim Château de Madame du Barry

Marie-Jeanne du Barry wurde am 8. Dezember 1793 im Alter von 50 Jahren auf der Place de la Révolution durch die Guillotine hingerichtet. Im Gegensatz zu der Hinrichtung Ludwigs XVI. und Marie Antoinettes verlief ihre Hinrichtung ungewöhnlich demütigend. Da sich die Gräfin bis zuletzt mit allen Mitteln gegen dieses Schicksal wehrte, kam es unmittelbar vor der Vollstreckung des Todesurteils mehrfach zu Gewaltanwendung durch den Henker Charles Henri Sanson und dessen Knechte.

## Rezeption

### Kunst und Literatur

Madame du Barry mit ihrem Sklaven Zamor, gemalt von Auguste de Creuse

- Das Leben der Dubarry war Vorlage für viele romantische und erotische (teilweise pornographische) Bücher.
- Madame Dubarry erscheint in dem Manga- (1972–1973) und Anime-Klassiker (1979–1980) Rose von Versailles von Riyoko Ikeda.

### Filme
- 1915 DuBarry, Regie Edoardo Bencivenga, verschollener Film
- 1917 Madame Du Barry, Regie Gordon Edwards, verschollener Film
- Ihr Leben wurde 1919 von Ernst Lubitsch in einer Stummfilmproduktion unter dem Titel Madame Dubarry mit Pola Negri und Emil Jannings in den Hauptrollen aufgearbeitet.
- 1930 entstand der Spielfilm Du Barry, Woman of Passion unter der Regie von Sam Taylor mit Norma Talmadge in der Titelrolle.
- Aus dem Jahr 1934 stammt ein Schwarzweiß-Film mit dem Titel Madame du Barry unter der Regie von William Dieterle mit Dolores del Río in der Hauptrolle.
- Die Verfilmung von 1943 unter dem Titel Du Barry Was a Lady von Roy Del Ruth u. a. mit Gene Kelly basiert auf dem unten genannten Musical.
- 1954 entstand ein französisch-italienischer Farbfilm namens Die Dubarry unter der Regie von Christian-Jaque mit Martine Carol als Hauptdarstellerin.
- Der Abenteuerdreiteiler Cagliostro aus dem Jahr 1973 beschreibt fiktionell das Leben du Barrys in Versailles.
- Im Film Marie Antoinette von Sofia Coppola wird sie von Asia Argento gespielt und als boshafte Intrigantin dargestellt.
- Im Spielfilm Jeanne du Barry (2023) übernahm die Regisseurin Maïwenn auch die Hauptrolle an der Seite von Johnny Depp als Ludwig XV.

### Operetten und Musicals
- Der märchenhafte Aufstieg des Mädchens vom Lande diente 1879 Carl Millöcker als Vorlage für seine Operette Gräfin Dubarry. Auf dieser Operette und ihrer musikalischen Bearbeitung durch Theo Mackeben beruht auch der Film Die Dubarry aus dem Jahr 1951.
- Sie war Titelgeberin des Musicals Du Barry Was a Lady von Cole Porter aus dem Jahr 1939 mit Ethel Merman in einer Doppelrolle als Sängerin Mai Daley und Madame Dubarry.

### Sonstiges
- Madame Dubarry war Namensgeberin der Bezeichnung à la Dubarry, einer Zubereitungsart der klassischen Küche.